# Южно-Сахалинская область
Южно-Сахалинская область — административно-территориальная единица РСФСР, существовавшая с 2 февраля 1946 по 2 января 1947 года.

## История
Южно-Сахалинская область была организована на территории южной части острова Сахалин и Курильских островах, присоединённых СССР по результатам Советско-японской войны. Центром области стал город Тоёхара (с 4 июля 1946 года — Южно-Сахалинск).
В области отсутствовали местные Советы и их исполкомы. Руководство области осуществлялось Гражданским управлением, которым руководил заместитель командующего Дальневосточного военного округа. Издавались газеты «Красное знамя» (на русском языке) и «Новая жизнь» (на японском).
Просуществовав менее года, Южно-Сахалинская область Указом Президиума Верховного Совета СССР от 2 января 1947 г. была объединена с экономически слабой Сахалинской областью Хабаровского края (центр — город Александровск-Сахалинский). 
При этом центром объединённой Сахалинской области, вышедшей из состава Хабаровского края, стал первоначально Александровск-Сахалинский. 18 апреля 1947 года Указом Президиума Верховного Совета СССР центр области был перенесён в Южно-Сахалинск.
В административном отношении область с 5 июня 1946 года делилась на районы: Анивский, Долинский, Корсаковский, Курильский, Лесогорский, Макаровский, Невельский, Поронайский, Северо-Курильский, Томаринский, Углегорский, Холмский, Южно-Курильский и Южно-Сахалинский.